# Kameda Bōsai
Pour les articles homonymes, voir Kameda.
Kameda Bōsai est un nom japonais traditionnel ; le nom de famille (ou le nom d'école), Kameda, précède donc le prénom (ou le nom d'artiste).
Kameda Bōsai (亀田鵬斎) (21 octobre 1752 – 15 avril 1826) est un peintre japonais bunjin-ga. 
Entre 1772 et 1799 il dirige avec succès sa propre école néo-confucianiste à l'origine de bouddhisme éclectique. Avec l'arrivée de la nouvelle idéologie du confucianisme orthodoxe du nouveau shogunat, il doit interrompre ses cours et se retirer de la vie publique. 
Il se consacre plus tard à la poésie chinoise, à la peinture et aux voyages autour du Japon. À Edo, il devient l'un de trois plus célèbres calligraphes. Bien qu'il ait vécu la fin de sa vie dans la pauvreté, il est resté lié aux milieux lettrés et artistiques de son époque.
De ses innombrables tableaux, il n'a tiré qu'un seul album, « Montagnes du cœur »  (胸中山) qui contient 29 paysages du genre haiga.

## Source de la traduction
- (cs) Cet article est partiellement ou en totalité issu de l’article de Wikipédia en tchèque intitulé « Bósai Kameda » (voir la liste des auteurs).